# 유정 (패절왕)
패절왕 유정(沛節王 劉正, ? ~ 109년)은 후한 중기의 황족으로, 패헌왕의 손자이다.

## 생애
영원 7년(95년), 아버지 패희왕의 뒤를 이어 패왕에 봉해졌다.
영초 3년(109년)에 죽어 시호를 절이라 하였고, 아들 유광이 작위를 이었다.

## 출전
- 범엽, 《후한서》 권4 효화효상제기·권42 광무십왕열전

| 선대 아버지 패희왕 유정 | 후한의 패왕 95년 - 109년 5월 정유일 | 후대 아들 패효왕 유광 |